# Mudmen
Mudmen är ett kanadensiskt keltisk rockband från Ontario. Bandet bildades år 1998 av Zoy Nicoles och bröderna Sandy och Robby Campbell. Bandet består av sångaren Zoy Nicoles, gitarristen Boots, basisten Ben Spivak och trummisen J-Money och med bröderna Campbell på säckpipa.
Bandet är mest känt för singlarna "5 O'Clock" och "Saturday" och för sina covers av "Spirit of the Wests", "Home for a Rest" och AC/DC-låten "Long Way to the Top". Deras singel Animal presenterades på soundtracket av de populära spelen Burnout3 och MX vs. ATV Unleashed.

## Medlemmar (urval)
Nuvarande medlemmar
- Mike Meacher – sång
- Dan Westenenk – basgitarr
- Jeremy Burton – trummor
- Robby Campbell – säckpipa
- Sandy Campbell – säckpipa

Tidigare medlemmar
- Steve Gore – sång, gitarr
- Zois (ZOY) Nicoles – sång
- Lonny Knapp – gitarr
- Tommy Skilton – basgitarr
- Ryan McCaffrey – trummor
- Mario Bozza – basgitarr
- Neil Doran – gitarr

## Diskografi
Studioalbum
- 2001 – Mudmen
- 2004 – Overrated
- 2005 – Defending The Kingdom
- 2009 – The High Road
- 2010 – Another Day
- 2012 – Donegal Danny
- 2013 – Where I Came From
- 2015 – On A Train
- 2016 – Old Plaid Shirt